# Laroi
Laroi ist ein Verwaltungsbezirk (Ward) des Distrikts Arusha DC in der tansanischen Region Arusha.

## Geografie
Laroi liegt im Norden von Tansania, etwa 15 Kilometer südwestlich von Arusha. Der Bezirk grenzt im Nordwesten an den Bezirk Mateves, im Norden an Olmoti, im Nordosten an Olasiti, im Osten an Muriet und im Süden an Oljoro. Im Südwesten grenzt Laroi an den Bezirk Moita des Distriktes Monduli.
Laroi hat eine Fläche von 51 Quadratkilometern. Bei der Volkszählung 2022 lebten hier 7096 Menschen in 1743 Haushalten.

## Gliederung
Der Bezirk besteht aus drei Gemeinden (Mtaa) mit sieben Orten (Kitongoji):
| Laroi - Mliman Farm - Namba 10 - Laroi | Enjoro - Enjoro - Namba 2 na 3 | Kisima Cha Mungu - Namba 13 - Bwawani |